# Lojze Žumer
Lojze Žumer (tudi Alojz Žumer), slovenski gozdarski inženir in lesnoindustrijski strokovnjak, * 26. junij 1899, Železniki, † 27. november 1978, Ljubljana.

## Življenje in delo
Lojze Žumer, sin Matije Žumer in Marije Čemažar ter brat Matije in Srečka Žumra, je gimnazijo obiskoval v Kranju (1909–1917), nato je bil mobiliziran in poslan na soško fronto, kot Maistrov borec se je 1918–1919 udeležil še bojev na Koroškem.
Leta 1919 se je vpisal na Kmetijsko-gozdarsko fakulteto v Zagrebu in 1922 diplomiral. Služboval je pri gozdni upravi v Bohinjski Bistrici (1923-1924) ter pri komisiji za agrarne operacije Pokrajinske uprave za Slovenijo v Ljubljani (1924-1926).
V letih 1926−1941 je bil direktor Gozdnolesnega (škofijskega) posestva Gornji Grad s sedežem v Nazarjah, ki ga je razvil v eno največjih slovenskih podjetij te vrste; 1930 je organiziral in z najmodernejšimi stroji opremil obrat Zabojarna ter samostojno navezal poslovne stike z deželami Severne Afrike in Bližnjega vzhoda. V času gospodarske krize (1929–1936) je organiziral zasebne gozdne posestnike v lesnoprodukcijske zadruge, ki so pod njegovim vodstvom ustanovili osrednjo izvozno centralo Marad v Ljubljani (Marijin Grad) za izvoz žaganega lesa in zabojev (1936–1941).
Med nemško okupacijo so ga nemškutarji pregnali v Ljubljano, od pomladi 1942 je bil v zaporih, taboriščih in na osvobojenem ozemlju Gorenjske.
Po osvoboditvi je bil imenovan za načelnika lesnega odseka na Ministrstvu za gozdarstvo Slovenije v Ljubljani, 1949 je organiziral in do 1961 vodil oddelek za lesno gospodarstvo na Inštitutu za gozdarstvo in lesarstvo Slovenije, od 1961 bil zaposlen v Industrijskem biroju v Ljubljani in 1965 upokojen.
Od 1949 je sodeloval v terminološki komisiji SAZU za področje lesarstva ter pisal strokovne študije o oblikovanju gozdnogospodarskih območij v Sloveniji in ekonomskih utemeljitvah vedno višje stopnje obdelave in predelave lesa v Sloveniji.
V letih 1950–1955 je honorarno predaval na lesnem oddelku Tehniške srednje šole v Ljubljani, od 1960–1962 na Ekonomski fakulteti in od 1962 na Višji lesnoindustrijski šoli v Ljubljani. Leta 1961 je prejel naziv znanstveni svetnik. Napisal je knjige: Naši gozdovi in žage (1938), Lesno gospodarstvo (nagrada Sklada B. Kidriča, 1968), Delež gozdov v slovenskem prostoru (1976).